# Verwaltungsgemeinschaft Griesbach im Rottal
Die Verwaltungsgemeinschaft Griesbach im Rottal im niederbayerischen Landkreis Passau wurde im Zuge der Gemeindegebietsreform am 1. Mai 1978 gegründet. Ihr gehörten die Gemeinden Griesbach im Rottal (seit 5. Januar 2000 Bad Griesbach i.Rottal), Haarbach und Tettenweis an. Mit Wirkung ab 1. Januar 1980 wurde die Gemeinde Haarbach entlassen. Zum 1. Januar 1990 wurde die Körperschaft aufgelöst, beide Gemeinden haben seither eigene Gemeindeverwaltungen.
Sitz der Verwaltungsgemeinschaft war Griesbach im Rottal.